# تاماکوو
تاماکوو (انگلیسی: Tamakovo) یک شهرک در شهرستان دیورتیورلینسکی در استان باشقیرستان کشور روسیه است.